# Hemielimaea chinensis
Hemielimaea chinensis är en insektsart som beskrevs av Brunner von Wattenwyl 1878. Hemielimaea chinensis ingår i släktet Hemielimaea och familjen vårtbitare. Inga underarter finns listade i Catalogue of Life.